# Rhodostrophia minor
Rhodostrophia minor är en fjärilsart som beskrevs av Alphéraky 1892. Rhodostrophia minor ingår i släktet Rhodostrophia och familjen mätare. Inga underarter finns listade.